# Babakanmulya (Jalaksana)
Babakanmulya is een bestuurslaag in het regentschap Kuningan van de provincie West-Java, Indonesië. Babakanmulya telt 3550 inwoners (volkstelling 2010).